# 日本における社会主義への道
日本における社会主義への道（にほんにおけるしゃかいしゅぎへのみち）は、1964年から1986年までの日本社会党の綱領的文書。党内での略称は「道」。

## 策定の経過
1955年左右社会党合同時決定の綱領は折衷的なものだったため、党内左派の不満は強かった。民社党分離により左派の影響力が強まったことと、構造改革論争など路線問題整理の必要から、1962年1月開催の第21回定期大会で鈴木茂三郎を委員長、勝間田清一を事務局長として理論委員会の設置が決定された。「日本における社会主義への道」はその報告で、党大会での承認を受けたことにより、実質的に綱領に代わる文書として扱われた。第一部・日本の現状、第二部・社会主義運動の実践理論の二部からなるが、第一部は事実上は第二部の調査研究資料で、社会党内で討論・学習の対象となることはほとんどなく、一般には第二部が「日本における社会主義への道」とされてきた。第一部は1964年2月開催の第23回大会で承認、第二部は1964年12月開催の第24回党大会で承認、1966年1月開催の第27回党大会で修正補強された。

## 内容
1. 社会主義革命の必然性
社会主義体制、民族独立解放闘争の前進と資本主義諸国の矛盾の蓄積によって、資本主義体制は社会主義体制に道を譲らざるを得ない段階に来ている。
2. 日本資本主義の性格
日本資本主義は国家独占資本主義である。資本主義の基本的矛盾は最高度に発展しており、社会主義革命の前夜にある。
3. 福祉国家批判
「福祉国家論」は、国民の選択を社会主義に向かわせず資本主義体制に留めておくための資本の延命策である。資本主義のもとでは、真の意味の福祉国家は実現しない。
4. 社会主義の原則と基本目標
社会主義は人間が人間を搾取する制度を廃絶し、人間疎外を最終的に解消する。主要生産手段公有化と計画経済により、生産性を高め国民に豊かな生活を保障する。国民の基本的人権を保障する。平和共存の国際関係を樹立する。初期の段階ではある種の階級支配を行わねばならないが、ソ連・中国のような「プロレタリア独裁」の形態は必要ない。
  - この部分は第27回大会で、日本における階級支配はソ連中国とは異なるが、それはプロレタリア独裁の本質における相違ではなく、機能のあらわれ、形態の相違である、と修正された。ただし本文の修正ではなく「審議経過」で触れられた。
5. 日本革命の性格と日本社会党の任務
日本における社会主義への道は平和革命の道である。単に望ましいからではなく、日本には客観的にその条件があるために、積極的に遂行する。日本社会党は社会主義革命の指導的政党として、議会の内外において民主的多数派を獲得し、議会を通してすべての権力を握る。
6. 過渡的政権
社会主義政権樹立以前に移行接近のために樹立される政権であり、社会党政権と呼ぶ。基本的性格は、護憲・民主・中立である。社会党単独政権が基本だが、他会派の閣外協力、他会派との連立政権もありうる。
7. 外交路線と国際連帯
日本社会党の外交路線は、積極中立である。当面の課題は、日米安保条約を解消し、自衛隊を国民警察隊、平和国土建設隊に改組し、アジア太平洋地域の非核武装地帯の設定をめざす。
日本社会党は、資本主義国の社会主義政党・社会主義インター、インドなど非同盟諸国、ソ連中国など社会主義諸国との国際連帯をめざす。

## 影響
「日本における社会主義への道」は、社会主義協会が策定に重要な役割を果たしたものの、社会主義への移行過程やブルジョア民主主義の意義を詳細に記述するなど「青写真」の要素があり、当初は構造改革派よりの文書ともみなされた。しかし、江田派など党内右派が構造改革論の革命性を放棄した60年代末以降、「道」は日本社会党が社会主義革命をめざす社会主義政党であり西欧社会民主主義政党ではないことを規定した文書とされ、社会主義協会など党内左派は「道」を積極的に擁護し、「道」を根拠に党内右派を強く批判した。1977年協会規制以降右派がしだいに党内指導権を握ると、「道」見直しが提起され、左派との間で激しい論争が繰り広げられた。この論争は、1986年「日本社会党の新宣言」で「道」などが歴史文書とされたことで、決着した。これは、1949年森戸・稲村論争以来の左派優位の終焉でもあった。

## 評価
社会主義協会など旧社会党左派は、今日でも「道」を高く評価する。一方、党外の政治学者からは、「道」は社会党が高度成長期の新しい社会状況に適応することを妨げたと否定的に扱われることが多い。また、党内各派の妥協の産物でもあるため、記述の折衷性、曖昧さ、冗漫さや一部に日本語として熟さない表現があることも指摘されている。